# Sudarat Keyuraphan
Sudarat Keyuraphan (en thaï : สุดารัตน์ เกยุราพันธุ์, RTGS: Sudarat Keyuraphan, prononcé [sù(ʔ).dāː.rát kēː.jú(ʔ).rāː.pʰān|pron]; née le 1er mai 1961 à Bangkok) est une femme politique thaïlandaise.
Ancienne membre du Palang Dharma, du Thai Rak Thai, puis du Pheu Thai,, pour ensuite se tourner vers le Thai Sang Thai, dont elle est la cheffe depuis 2022, elle est membre de la Chambre des représentants de 1992 à 2001, puis en 2023. Elle a aussi été nommée à des postes dans trois gouvernements, dont ceux de Chuan Likphai, de Banhan Sinlapa-acha et de Thaksin Shinawatra.
Elle est candidate au poste de Première ministre lors des élections législatives de 2019 et 2023. Candidate pour le Pheu Thai en 2019, et ce malgré une majorité des sièges obtenue par le Pheu Thai (136 sièges sur 500), elle rallie Thanathorn Juangroongruangkit, chef du Parti du Nouvel avenir, parti arrivé troisième lors des élections, lors de l'élection du Premier ministre par la Chambre des représentants. Candidate du Thai Sang Thai en 2023, elle n'arrive pas à obtenir une majorité des sièges lors des élections de 2023 (seulement 6 sur 500).

## Historique politique
Sa carrière politique débute lors de sa première élection à la Chambre des représentants en mars 1992 pour la 12e circonscription de Bangkok (regroupant les quartiers de Bang Khen, Lak Si, Don Mueang, Sai Mai, Min Buri, Nong Chok et de Khlong Sam Wa). Elle est, à ce moment-là, membre du Palang Dharma. Une nouvelle élection a lieu en septembre 1992, elle est cette fois-ci élue à la 7e circonscription de Bangkok (quartiers de Lat Phrao, Wang Thonglang, Bang Kapi, Bueng Kum, Khan Na Yao et Saphan Sung). Dans le même temps, elle est nommée, en octobre 1992, porte-parole adjointe du Cabinet du Premier ministre sous le premier gouvernement de Chuan Likphai.
En 1994, elle devient secrétaire du Palang Dharma, et par ailleurs vice-ministre des Transports au sein du même premier gouvernement Likphai. En 1995, elle est à nouveau réélue à la 7e circonscription de Bangkok, circonscription qu'elle gardera alors jusqu'en 2001. Elle devient par ailleurs vice-ministre de l'Intérieur au sein du gouvernement de Banhan Sinlapa-acha à l'issue des élections.
En 1998, elle quitte le Palang Dharma pour le Thai Rak Thai, où elle sera nommée cheffe adjointe. C'est avec le Thai Rak Thai qu'elle est élue sur liste proportionnel lors des élections législatives de 2001, avant de retrouver un poste gouvernemental dans le premier gouvernement de Thaksin Shinawatra, celui de ministre de la Santé publique. En 2005, elle est de nouveau nommée dans le second gouvernement Shinawatra en tant que ministre de l'Agriculture et des Coopératives. Mais à la suite du coup d'État de septembre 2006, elle est déclarée, en 2007, inéligible de politique pendant 5 ans, après avoir été membre exécutif du Thai Rak Thai.
En 2019, lors de son retour politique, elle est déjà membre du Pheu Thai depuis 2012, année à laquelle son inéligibilité s'est terminée. Elle y est nommée présidente de la stratégie du parti et aussi principale candidate pour le poste de Première ministre pour les élections législatives de la même année. Mais le parti ne parvient pas à obtenir une majorité, même en ayant obtenu 136 sièges, le Palang Pracharat, parti soutenant Prayut Chan-o-cha alors au pouvoir depuis le coup d'État de 2014, ayant obtenu le nombre de suffrages plus élevés que le Pheu Thai. Le 25 septembre 2020, elle annonce se retirer de son poste de présidente de la stratégie du parti et quitte le Pheu Thai. 
En 2021, elle participe à la création du Thai Sang Thai en étant présidente du parti, avant d'y être élue cheffe en 2022. Lors des élections législatives de 2023, elle est candidate au poste de Première ministre pour le parti mais celui-ci n'atteint pas la majorité des suffrages, ni des sièges à la Chambre (soit 6 sur 500 membres). Arrivant 8e lors des élections, elle fait rentrer le Thai Sang Thai dans le gouvernement de coalition mené par Pita Limjaroenrat, chef du parti Aller de l'avant, arrivé en tête des élections. Alors que la 26e législature de la Chambre débute le 3 juillet 2023, elle démissionne de son poste de membre de la Chambre des représentants le 11 juillet, comme elle s'y était engagée lors du début de la législature.